# Ernst Wagemann
Ernst Wageman, né le 18 février 1884 à Chañarcillo au Chili et mort en 1956 à Bad Godesberg en Allemagne, est un économiste et statisticien allemand.

## Biographie
Après des études à Göttingen, Berlin et Heidelberg, Wagemann passe son doctorat en 1907. De 1908 à 1910, il est chargé de cours à l'Institut colonial de Hambourg. En 1914, il est habilité à donner des cours à l'Université Friedrich-Wilhelms de Berlin. En 1919, il est nommé professeur associé à l'Université de Berlin, tout en étant en même temps économiste au ministère prussien de l'Agriculture et chargé de cours au ministère de l'Économie du Reich.
De 1923 à 1933, Wagemann est président de l'Office statistique du Reich. À ce titre, il est également de 1924 à 1933 [membre de la commission des élections.
Wagemann est considéré comme le fondateur de la recherche empirique sur le cycle économique en Allemagne. En 1925, il fonde « l'Institut de recherche sur le cycle économique », plus tard Institut allemand de recherche économique. En 1932, il présente le plan Wagemann pour lutter contre la crise économique, dans lequel il recommande, sans consulter le cabinet de Heinrich Brüning, une expansion modérée de la masse monétaire combinée à une réforme structurelle du système bancaire.
En 1933, à l'instigation d'Alfred Hugenberg, Wagemann perd d'abord tous ses postes, après quoi il rejoint le NSDAP et, après une audience avec Rudolf Hess, redevient directeur de l'Institut, poste qu'il occupe jusqu'en 1945.
En 1948, Wagemann fonde le Instituto de Economía au Chili, et occupe à partir de 1949, un poste de professeur à Santiago jusqu'à son retour en Allemagne en 1953.

## Ernst Wagemann théoricien de la population
La loi de population d'Ernst Wagemann diffère fondamentalement de la loi de population de Thomas Malthus. Alors que Malthus considère négativement chaque augmentation de la population en raison, Wagemann voit l'augmentation de la densité de population qui en résulte comme une source d'amélioration de la capacité de production. Cette augmentation passe par une intensification accrue du système économique et social grâce à une amélioration des échanges et une coopération accrue. Étant donné que cette amélioration de la capacité de la population ne se produit pas immédiatement, mais avec un retard dans le temps, des phases de surpopulation et de sous-population (alternance) se sont produites à plusieurs reprises au cours de l'évolution.
Cette approche d'Ernst Wagemann apporte un éclairage nouveau sur certaines questions économiques. elle explique à la fois l'explosion démographique survenue ces 200 dernières années et, d'autre part, la coexistence de la prospérité, de la pauvreté et la faim. Avec l'augmentation de la densité de population au cours de l'évolution socioculturelle, divers groupes qui étaient isolés en raison de la faible densité de population initiale fusionnent progressivement en un bloc ethnique plus homogène.

## Réception
Si La loi élaborée par Ernst Wagemann dans les années 1940 est tombée dans l'oubli néanmoins, L'agronome danois Ester Boserup a publié des considérations similaires dès les années 1960.

## Œuvre
- Die deutschen Kolonisten im brasilianischen Staate Espirito Santo.  Duncker & Humblot, Munich / Leipzig 1915. (Digitalisat [PDF]). Nachdruck 1992,  (ISBN 3-289-00575-5).
- Das Alternationsgesetz wachsender Bevölkerungsdichte: ein Beitrag zur Frage des Lebensraums. In: Vierteljahreshefte zur Wirtschaftsforschung, Bd. 16, 1941/42, S. 173–219.
- Ernst Wagemann: Narrenspiegel der Statistik. Hanseatische Verlagsanstalt, 1942
- Menschenzahl und Völkerschicksal – eine Lehre von den optimalen Dimensionen gesellschaftlicher Gebilde. Hambourg, 1948.
- Welt von morgen – Wer wird Herr der Erde? Düsseldorf: Econ, 1952/53.
- D'où vient tout cet argent ? Création de monnaie en temps de guerre et en temps de paix, 1941

## Référence
1. ↑  « Das DIW während des Nationalsozialismus », Deutsches Institut für Wirtschaftsforschung (consulté le 23 juin 2013)
2. ↑  Vgl. Wagemann (1948)
3. ↑  Vgl. Wagemann (1948), p. 92.
4. ↑  Cf. Pickhardt (2010), p. 197.
5. ↑  Jürgens (1987).